# 菊池真理子
菊池 真理子（きくち まりこ、1972年（昭和47年）9月29日 - ）は、日本の漫画家。埼玉県出身。この本名とは別に「小沢カオル」のペンネームで漫画作品を発表してきた。

## 経歴・人物
1972年（昭和47年）9月29日東京都生まれ。埼玉県育ち。
幼い頃から父親がアルコール依存症で、母親が熱心な創価学会員という家庭で育った。菊池が中学生だった頃に母親が自殺した。
そのような経験から、菊池は宗教に対して強い疑問を抱くようになった。
2017年にエッセイ漫画『酔うと化け物になる父がつらい』が話題となり、2020年には実写で映画化された。
2021年9月から集英社のウェブサイト「よみタイ」で連載されていた、菊池自身を含めた7人の宗教2世の半生を描いたノンフィクション漫画『「神様」のいる家で育ちました 〜宗教2世な私たち〜』は出版社「集英社」の判断で公開中止されたが、出版社「文藝春秋」より未発表部分と書き下ろしを加えた単行本の書籍を発売することが決定し、2022年10月に書籍を発売した。
家族に、3歳年下の妹がいる。

## 著書
- 『酔うと化け物になる父がつらい』秋田書店、2017年9月。ISBN 978-4-253-10693-1。
- 『毒親サバイバル』KADOKAWA、2018年8月。ISBN 978-4-04-602280-6。
- 『生きやすい』秋田書店、2019年4月。ISBN 978-4-253-10741-9。
  - 『生きやすい 2』秋田書店、2020年10月。ISBN 978-4-253-10745-7。
- 『依存症ってなんですか？』秋田書店、2021年5月。ISBN 978-4-253-10743-3。
- 『「神様」のいる家で育ちました 〜宗教2世な私たち〜』文藝春秋、2022年10月。ISBN 978-4-16-090134-6。